# Lotta Ahlin
Lotta Ahlin född 4 januari 1971, är en svensk låtskrivare med en lång lista av utgivna verk.
Hon har skrivit text och musik åt bland andra Alice Babs, Lill Lindfors, Jill Johnson, Josefin Nilsson, Shirley Clamp, Alcazar och Slade. Hon har även arbetat som bakgrundssångare. Hon gick i skola vid Adolf Fredriks musikklasser i Stockholm.
Maken Tommy Lydell är också låtskrivare, och de har samarbetat bland annat när det gäller melodifestivalbidragen.
Lotta Ahlin är syster till Tina Ahlin.